# Herzkämper-Mulde-Weg
Der Herzkämper-Mulde-Weg ist ein Rundwanderweg im Gebiet von Sprockhövel-Gennebreck, -Herzkamp und Obersprockhövel an der Grenze zu Wuppertal, der verschiedene bergbauhistorische Stätten aus der Frühzeit der Kohleförderung des Ruhrgebiets miteinander verbindet.
Am südlichen Rand des Ruhrgebietes streichen im Bereich der Herzkämper Mulde die ältesten Flöze des Ruhrkarbon aus dem Oberkarbon (Namur C):S. 75 an der Tagesoberfläche aus. Daher befinden sich hier auch die ältesten Zeugnisse des Steinkohlebergbaus des Ruhrgebiets.:S. 109

## Beschreibung

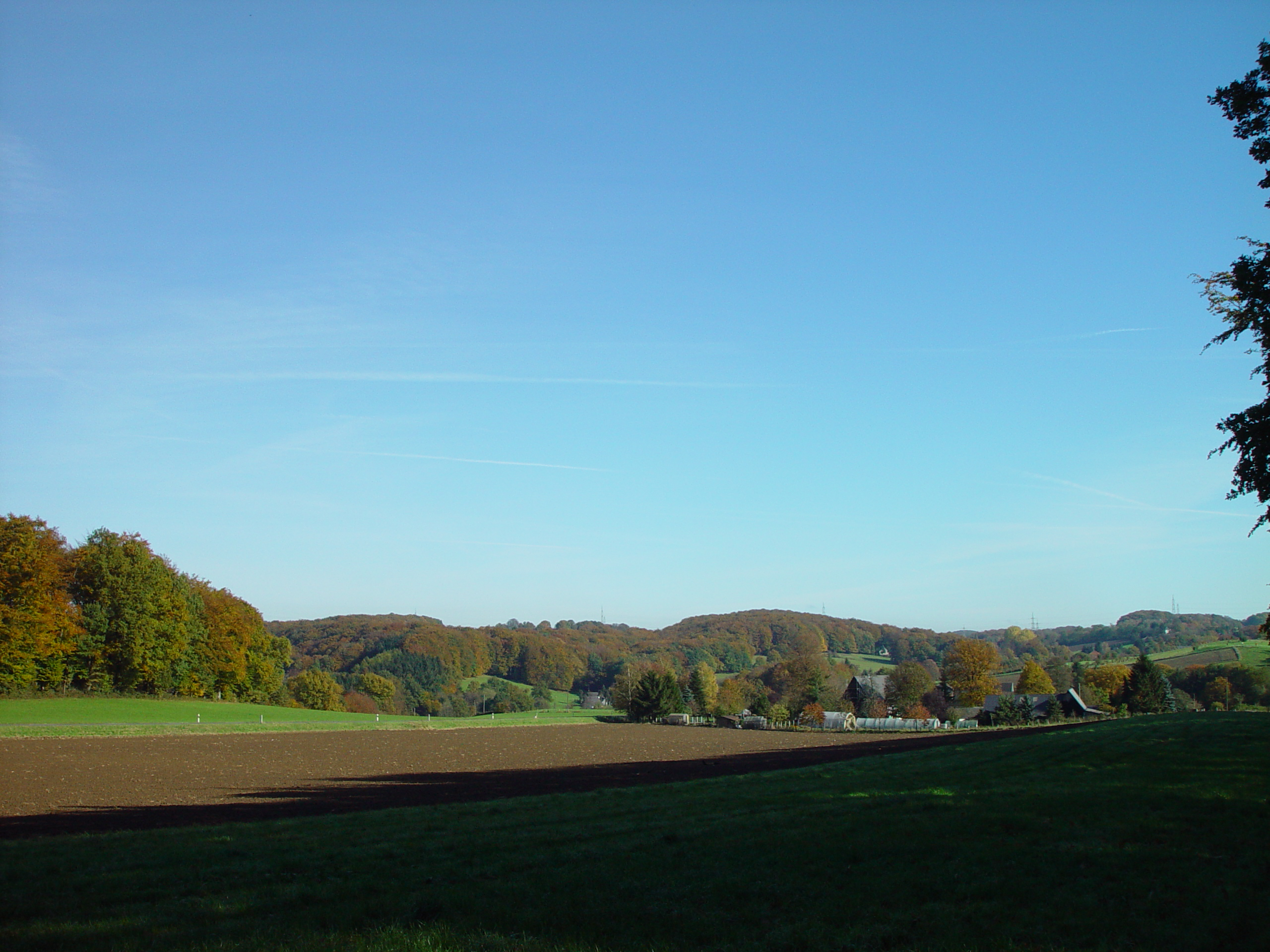
Die Herzkämper Mulde, im Hintergrund die Gennebrecker Mühle

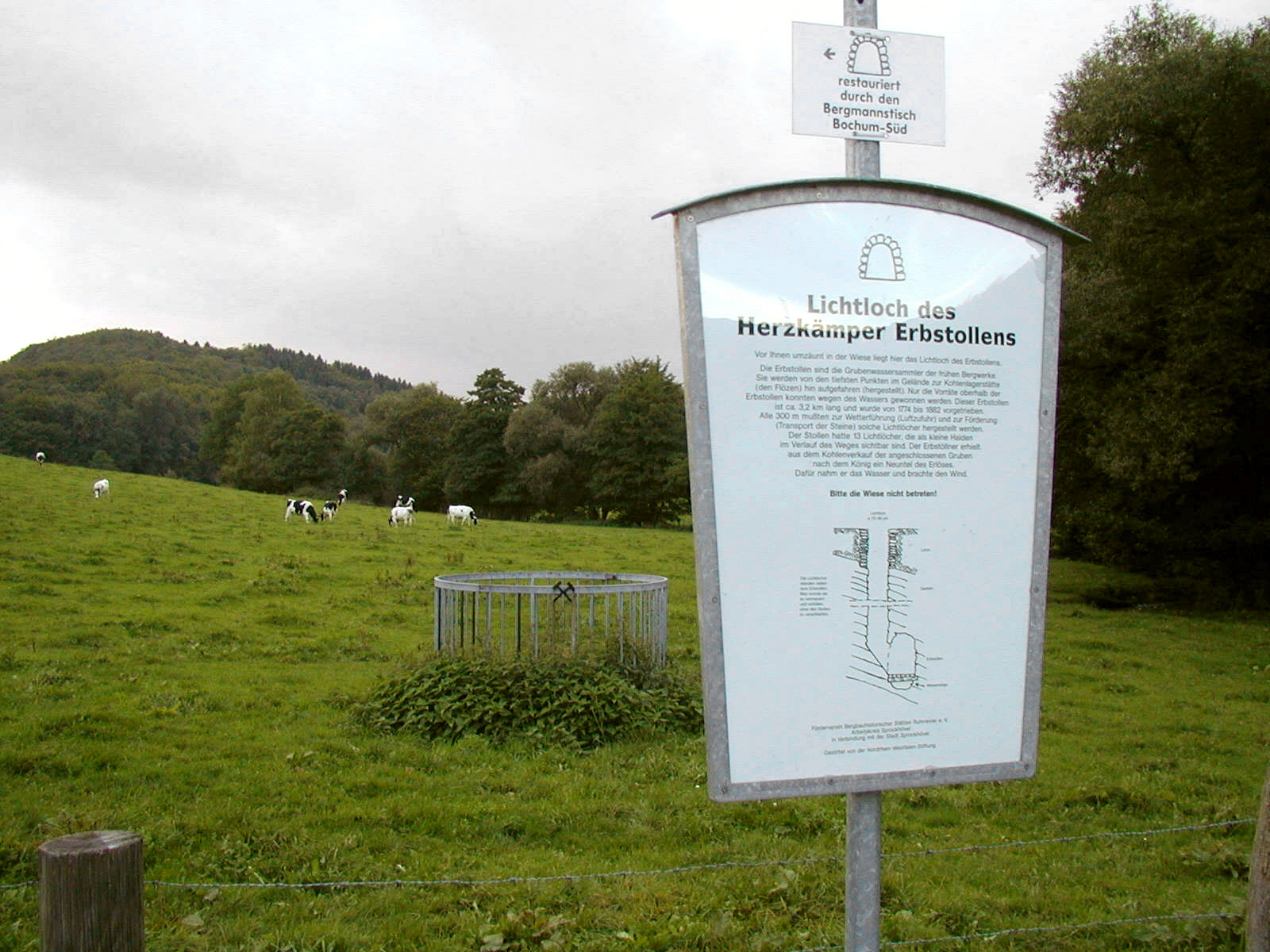
Lichtloch des Herzkämper Erbstollens

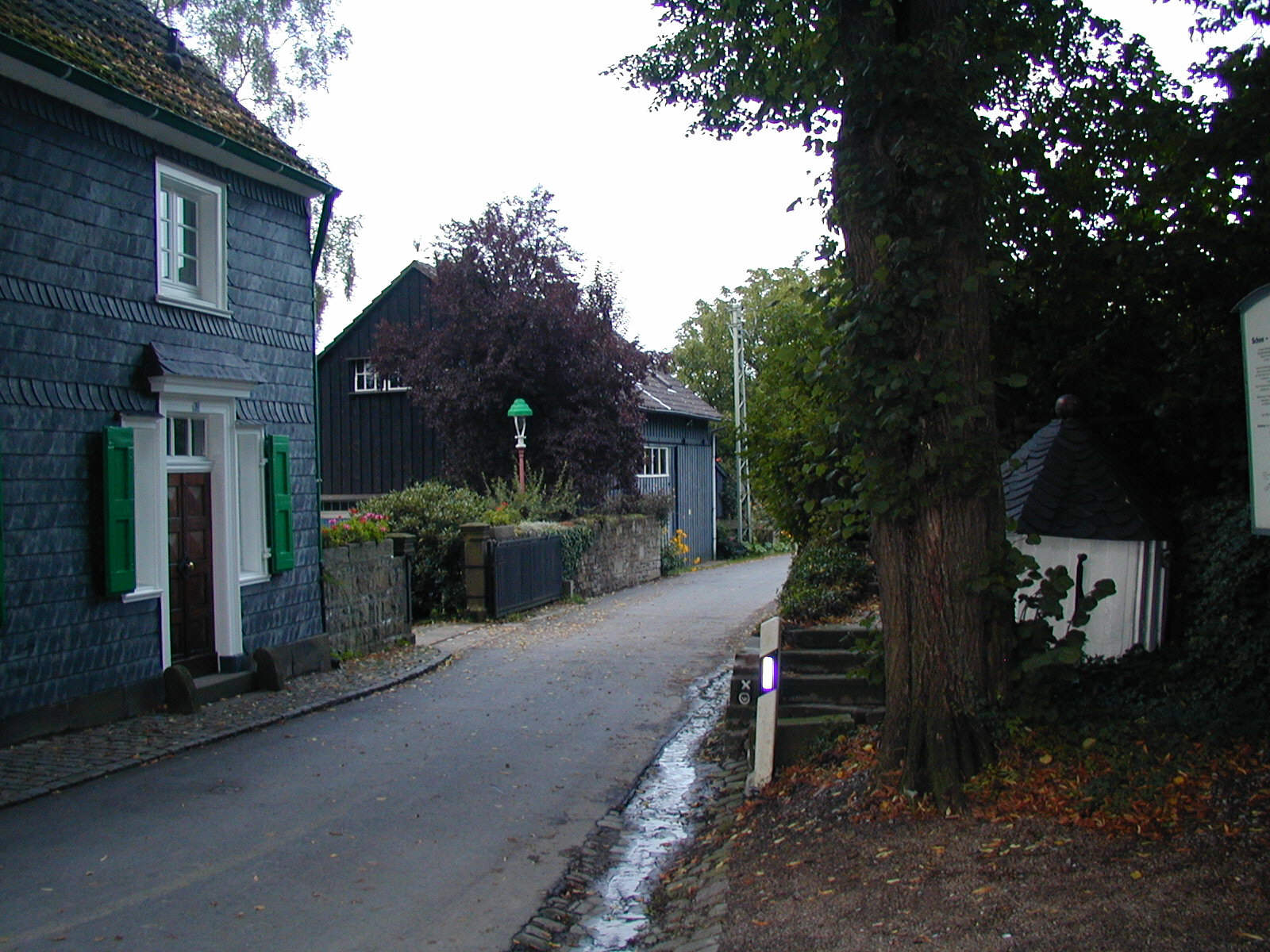
Ortschaft Schee

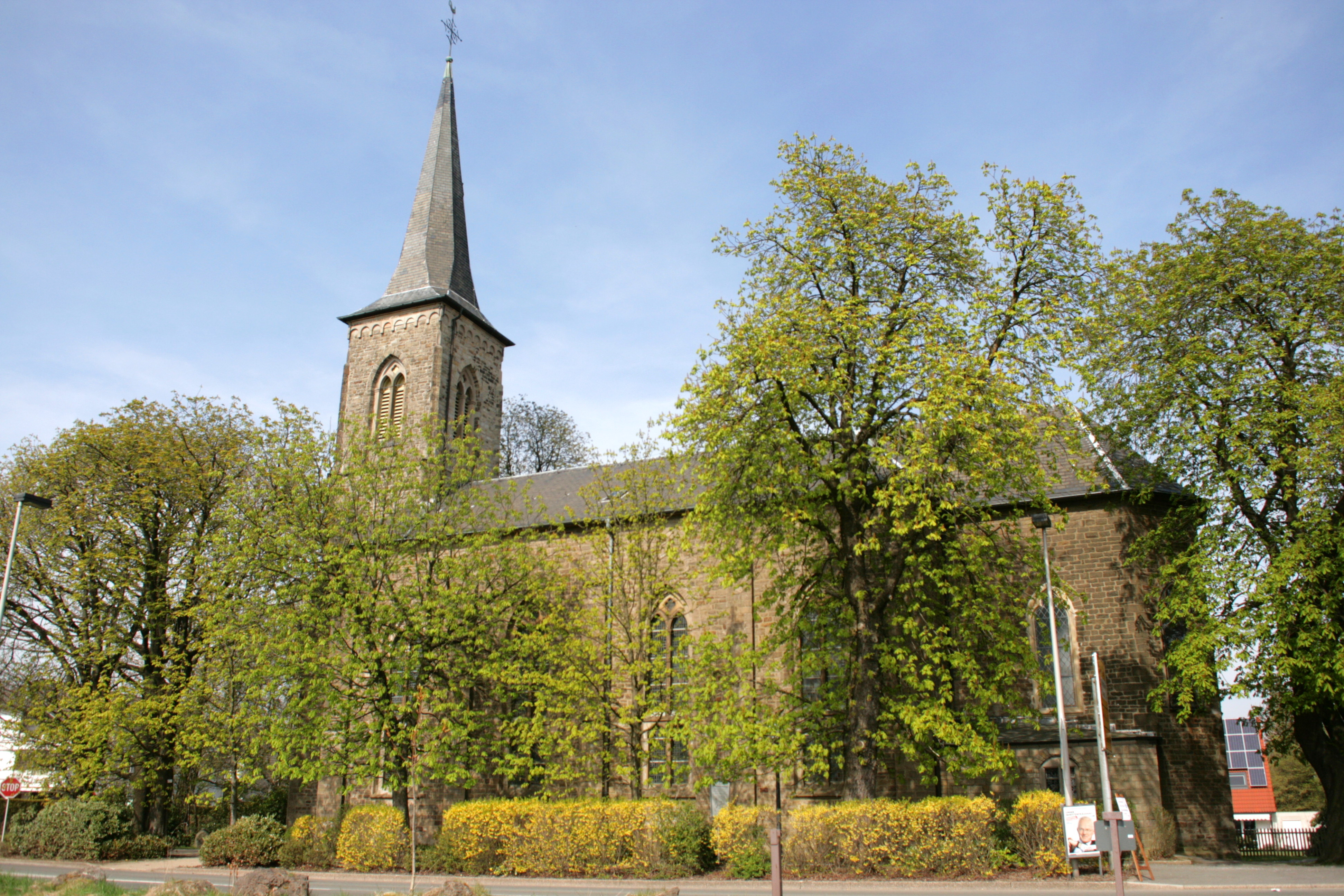
Neugotische Kirche in Sprockhövel-Herzkamp

Der 9,5 km lange Rundwanderweg wurde von dem Förderverein Bergbauhistorischer Stätten Ruhrrevier e. V.; Arbeitskreis Sprockhövel in Zusammenarbeit mit dem Heimat- und Geschichtsverein Sprockhövel e. V. geschaffen und wurde nach dem geografischen und geologischen Strukturelement Herzkämper Mulde benannt. Als Wegzeichen wurde ein stilisiertes Stollenmundloch gewählt. Der Ausgangspunkt liegt an der neugotischen Kirche in der Ortschaft Herzkamp.
Der Herzkämper-Mulde-Weg wird mit fünf weiteren Bergbauwanderwegen thematisch zu der Themenroute Spur der Kohle zusammengefasst.

## Geologie
Der Herzkämper-Mulde-Weg erschließt klastische Ablagerungen des Oberkarbons, insbesondere des  höchsten Namur B und Namur C (318 bis 316 Mio. Jahren).
Im Namur bildete sich am Nordrand des sich im Zuge der variszischen Gebirgsbildung heraushebenden Rheinischen Schiefergebirge eine Saumsenke heraus, in die zunächst Tone, die häufig zur Ziegelherstellung genutzt wurden, und Sande aus südlicher Richtung geschüttet wurden.:S. 74 Die Ablagerungen der flözleeren Ziegelschiefer-Schichten stehen im Bereich des Herzkämper-Mulde-Weges im Bereich des restaurierten Stollenmundloches des Christsieper Erbstollens (51° 19′ 34,6″ N, 7° 12′ 17″ O) und des Stollenmundlochs und Lichtlochs Nr. 12 des Herzkämper Erbstollens (51° 19′ 59,4″ N, 7° 10′ 55,3″ O) an.
Das Ende der Ziegelschiefersedimentation wird durch das Einsetzen mächtiger Sandsteinschüttungen, dem "Grenzsandstein", gekennzeichnet.:S. 75 Dieser ist in einem kleinen Steinbruch am Egen bei Herzkamp (51° 19′ 6,1″ N, 7° 12′ 24,8″ O) aufgeschlossen. Die ältesten Steinkohleflöze sind im Raum Sprockhövel aus dem Namur C bekannt. An den Flanken der Herzkämper Mulde streichen unter anderem die Kohleflöze "Sengsbank", "Dreckbank" (benannt aufgrund des hohen Anteils von "tauben" Gestein) und "Hauptflöz" der Sprockhövel-Schichten aus.
Die Flöze entstanden über lange Zeiträume aus zyklischen Ablagerungen in einem von Flussläufen durchzogenen lagunären Brackwasserbereich. Ein solches Zyklothem beginnt mit fluviatilen Sandsteinen und entwickelt sich über sandige Tonsteine, Tonsteine mit Wurzelböden bis hin zu Moorablagerungen, aus denen im Laufe der Erdgeschichte durch Inkohlung Flöze entstanden sind. Entlang des Bergbauweges lässt sich der Verlauf der an der Oberfläche ausstreichenden Flöze "Dreckbank" und "Hauptflöz" im Bereich des Nordflügels der Herzkämper Mulde bei Niedersprockhövel anhand einer Pingen- und Haldenreihe (51° 19′ 21,5″ N, 7° 13′ 27,2″ O) beobachten.
Am Südrand der Herzkämper Mulde markieren im Bereich des Herzkämper-Mulde-Weges Pingen und Kohlehalden von mittelalterlichen Verhüttungsstätten bei Sankt Moritz (51° 18′ 59,9″ N, 7° 13′ 26,4″ O) den Ausstrich von kleinen Kohleflözen der Sprockhövel-Schichten. Im Raum Sprockhövel wurde bei der Kohlegewinnung neben Steinkohle auch Kohleneisenstein abgebaut. Kohleneisensteine sind Mischgesteine aus Kohle, Tonen und Eisenkarbonat (Siderit). Diese Kohle- bzw. Toneisensteine treten verbreitet in den Gesteinen des Namur C innerhalb von Kohleflözen auf und ersetzen partienweise die Kohle fast vollständig. Im Bereich des Wanderweges erinnert der Schacht "Gustav"  des Eisensteinbergwerkes an den frühen Eisenerzbergbau.

## Sehenswürdigkeiten
Der Bergbauwanderweg führt zu 17 Stätten und Objekten der Bergbaugeschichte, von denen sieben vor Ort mit informativen Schautafeln erläutert werden.
1. Neugotische Kirche Herzkamp (1862), die eng mit der Geschichte des örtlichen Bergbaus verknüpft ist.
2. Gasthof Zur Post (1785) der Familie Lehn. Der Schankwirt Heinrich Peter von Lehn war zugleich Schichtmeister der Zeche Stöckerdreckbank. Neben der Gastwirtschaft besaß die Familie Kuxenanteile und erhob Wegzoll für die Kohletransporte über die Hauptstraße.
3. Schacht Neu Herzkamp (1714) der Zeche Stöckerdreckbank. Der Schacht war der südlichste des gesamten Ruhrgebiets.
4. Hausbandweberei Prange und Brennerei Bräuckelchen, Nebenerwerbsplätze der Bergmannsfamilien
5. Bauernplatz (Versammlungsort) Egen
6. Hofschaft Fahrentrappe, erstmals 837 erwähnt
7. Lichtloch des Herzkämper Erbstollens (1773). Der Herzkämper Erbstollen wurde 1860 durch den Dreckbänker Erbstollen abgelöst.
8. Stollenmundloch des Kreßsieper (Christsieper) Erbstollens (1731)
9. Halden am Kreßsieper Weg
10. Alte Kohlenstraße
11. Ringelsiepen, Halde der Zeche Sieper und Eisenerzverhüttung (um 1650)
12. Der Pingenwald, Zeche Buschbank und Zeche Sieper & Mühler Gruben
13. Ortschaft Schee. Zollkontor zwischen der Grafschaft Mark und dem Herzogtum Berg, Verladebahnhof an den Bahnstrecken Wuppertal-Wichlinghausen–Hattingen und Schee–Silschede. Hier streicht unter anderem das Flöz Dreckbank aus; der Bergbau hier wird 1547 erstmals erwähnt.
14. Pingen im Wäldchen In der Hütte (St. Moritz), Zeche Hütterbank
15. Schacht Gustav des Bergwerks Neu Herzkamp
16. Die Höfe Zur Mühlen
17. Hofschaft Der Große Siepen